# 塞琉古五世
塞琉古五世（篤愛母親者）（希臘語：Σέλευκος Φιλομήτωρ，？—前125年），是塞琉古王國國王，他是德米特里二世和克麗奧佩脫拉·特亞的長子。統治期間約在前126年－約前125年。他的稱號「篤愛母親者」，這個稱號常被希臘化時代君主使用，經常代表他的母親是其共治者。 
前126年，德米特里二世因被他的王后克麗奧佩脫拉·特亞所害而身亡，塞琉古五世繼承王位，但大權掌握在其母克麗奧佩脫拉·特亞手上。然而，克麗奧佩脫拉·特亞不久便殺了塞琉古五世。關於此事傳統上有兩種說法，其一為塞琉古五世不願再受克麗奧佩脫拉擺布，另外一種說法是克麗奧佩脫拉擔心塞琉古五世會為了報父仇而謀害她
。